# 테르모클라디움속
테르모클라디움속은 테르모프로테우스과의 속이다.